# Hamptjärnen, Värmland
Hamptjärnen är en sjö i Filipstads kommun i Värmland och ingår i Göta älvs huvudavrinningsområde.